# Niikappu
Niikappu (新冠町, Niikappu-chō) és una vila i municipi de la subprefectura de Hidaka, a Hokkaido, Japó. La vila de Niikappu també forma part del districte de Niikappu.

## Geografia

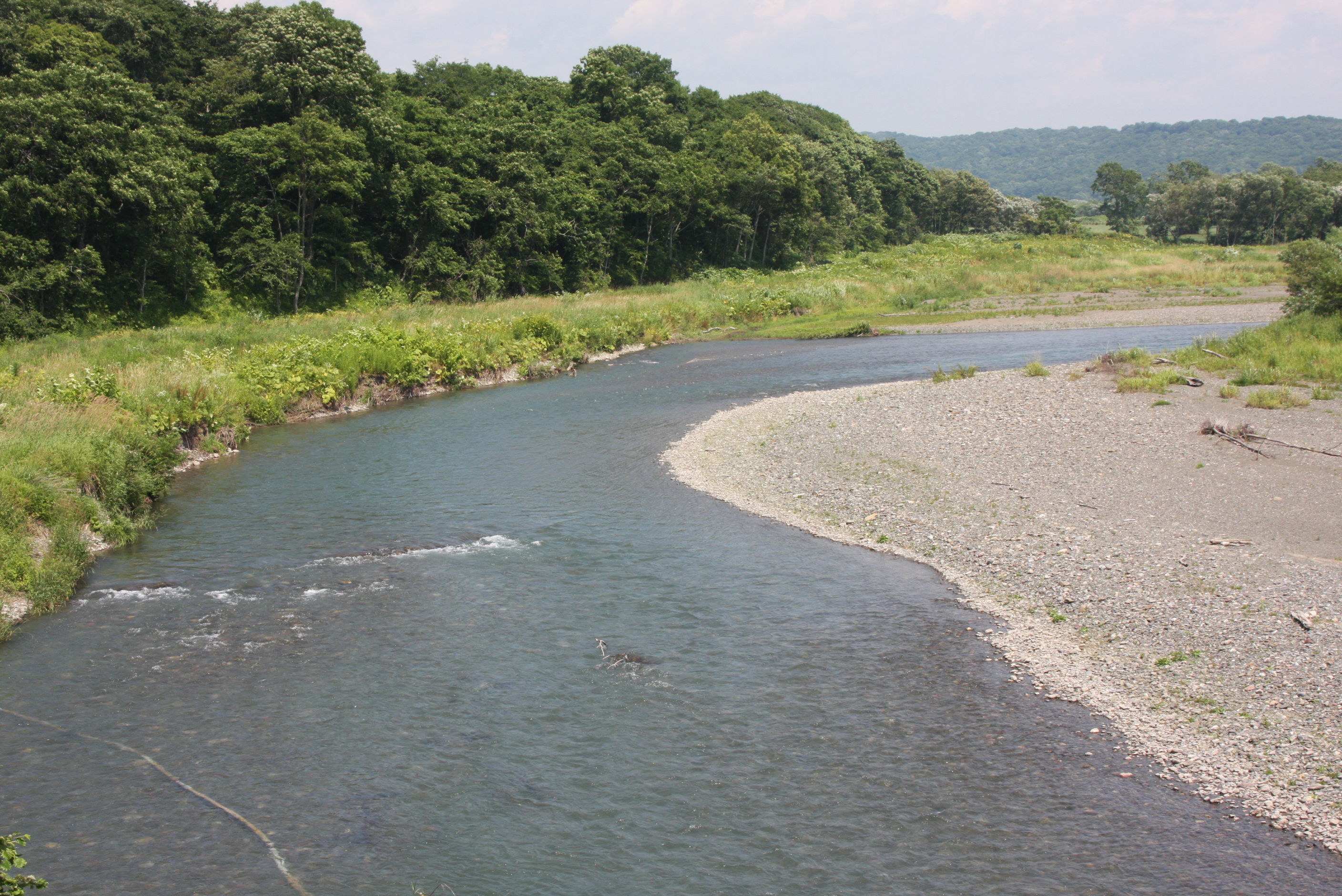
Riu Niikappu

El municipi de Niikappu es troba a la subprefectura de Hidaka, al sud-est de Hokkaidô. Dins de Hidaka, Niikappu es troba al centre-nord d'aquesta. El terme municipal de Niikappu limita amb els de Hidaka i Biratori al nord, amb Shinhidaka al sud i amb Obihiro i Nakasatsunai a l'est, aquestes dues a la subprefectura de Tokachi. El terme de Niikappu descendeix des dels monts Hidaka cap a l'oceà pacífic juntament amb el curs del riu Niikappu. La superfície total del terme municipal és de 585,88 quilòmetres quadrats (km²) i el seu punt més alt és el mont Poroshiri, a 2,053 metres (m) d'altitud.

## Història
- 1881: Es funda la primera autoritat municipal a l'àrea on actualment es troba Niikappu.[3]
- 1961: El poble de Takae és ascendit a vila amb el nom de Niikappu.
- 1981: Commemoració del 100 aniversari de Niikappu com a municipi.
- 2003: El tifó número 10 provoca greus problemes a la zona.

## Demografia[4]
| Gràfica d'evolució de Niikappu entre 1920 i 2020 |
|                                                  |

## Transport

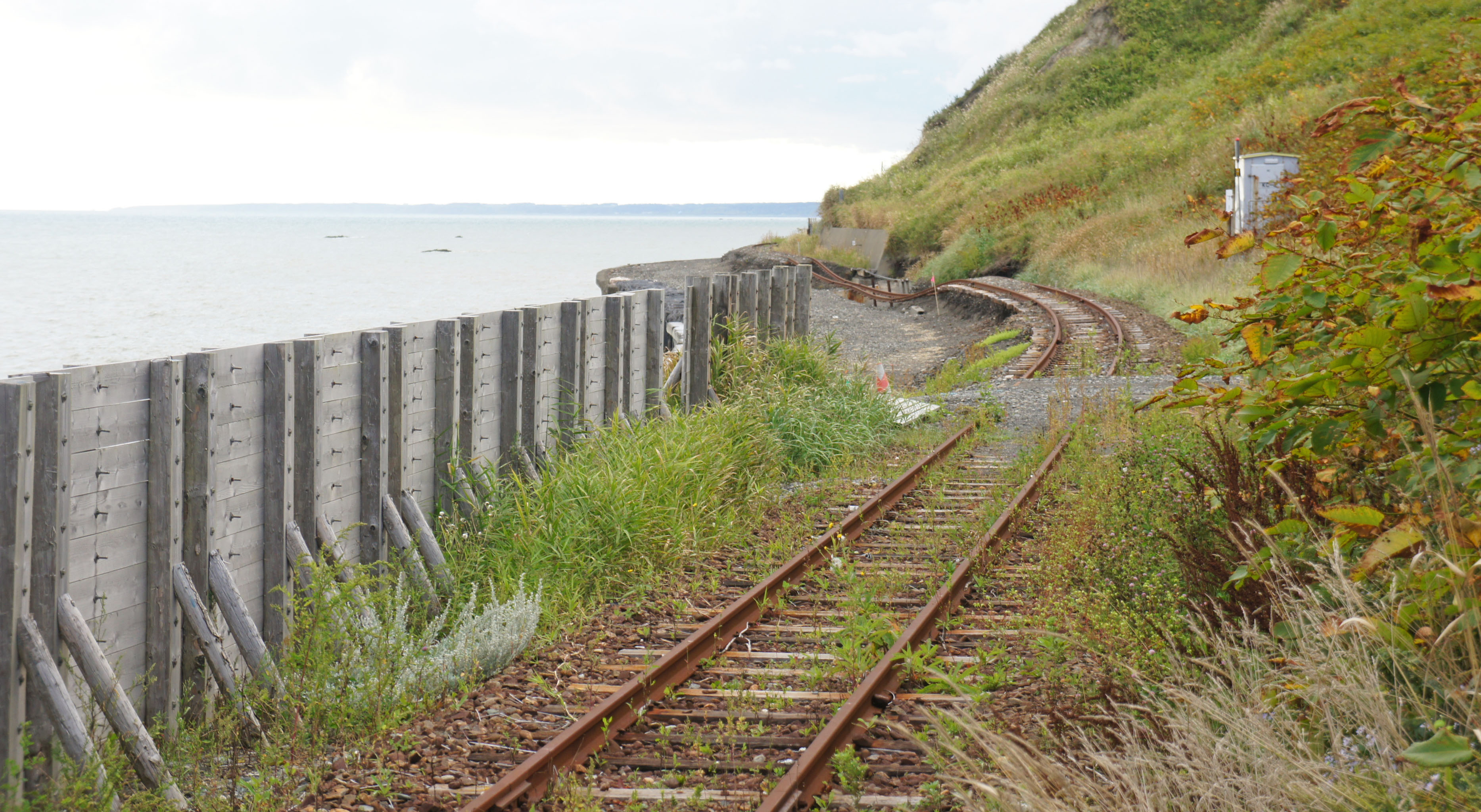
Danys a la línia Hidaka al seu pas per la vila

### Ferrocarril
Totes les estacions es troben sense trànsit des de 2015 quan es suspengueren els serveis de la línia Hidaka de JR Hokkaido a causa dels desperfectes causats per un tifó. El servei fou suspés permanentment i substituït per una línia d'autobús l'1 d'abril de 2021.
- Companyia de Ferrocarrils de Hokkaido (JR Hokkaidô)
  - Ōkaribe - Seppu - Niikappu

### Carretera
- Nacional 235
- Prefectural 71 - Prefectural 208 - Prefectural 209 - Prefectural 1026